# Jéssica Sulikowski
Jéssica Sulikowski (anhörenⓘ, * 29. Dezember 1994) ist eine deutsche Laiendarstellerin mit brasilianischen Wurzeln, die durch ihre Hauptrolle als „Josie Lerke“ in der TV-Serie Schwestern – Volle Dosis Liebe bekannt wurde.

## Leben
Vom 5. März 2018 bis zum 23. März 2018 war Sulikowski in der Seifenoper Schwestern – Volle Dosis Liebe in der Hauptrolle der Josie Lerke zu sehen.
Von Januar 2020 bis Dezember 2022 war sie in der Hauptrolle der Olivia Alves in der Funktion einer Antagonistin bei Berlin – Tag & Nacht zu sehen.
Im Jahr 2024 war sie Teil der Serie Köln 50667, in der sie ihre Rolle als Olivia Alves aus Berlin – Tag & Nacht übernahm.

## Filmografie
- 2018: Schwestern – Volle Dosis Liebe (Fernsehserie)
- 2019–2023: Berlin – Tag & Nacht (Fernsehserie)
- 2023: Kampf der Realitystars – Schiffbruch am Traumstrand (Reality-Show)
- 2024: Köln 50667 (Fernsehserie)